# Monsieur Dubois
Monsieur Dubois is een Nederlandse jazzband in het genre nu jazz, door henzelf omschreven als "danceable hardjazz".
De band is in 1999 opgericht, en bouwde aanvankelijk vooral een live-reputatie op. In 2002 leidde dat tot een optreden op het North Sea Jazz Festival. Nadat eerst een ep werd uitgebracht, verscheen in 2006 het eerste album, Ruff, bij Challenge Records. Op het tweede album, Soul Integration, dat verscheen in 2007, speelt Joseph Bowie, trombonist en frontman van Defunkt mee. In 2011 verscheen het derde album "Slow Bombastik op Flyin' High Records. Deze plaat kwam mede tot stand door middel van crowdfunding onder fans.
De naam Monsieur Dubois verwijst naar een fictieve Franse vogelspotter die zes "jazzbirds" zou hebben ontdekt. Deze Monsieur Dubois zou behalve in de natuur ook in bordelen zijn te vinden. Deze dubbelzinnigheid herkent de band bij zichzelf ook, doordat de ene keer in chique clubs wordt opgetreden, en de andere keer in undergroundzaaltjes.
De band besloot te stoppen in februari 2012. Daarmee komt een einde aan een lange rij optredens, clubnights en buitenlandse avonturen en krijgt "de oude vogelspotter Dubois" eindelijk rust.

## Discografie
- Monsieur Dubois S'Amuse ep (2004) - Unexpected Records
- Ruff (2006) - Challenge Records
- Soul Integration with Joseph Bowie (2007) - Challenge Records
- MURW! The Remixes ep (2008) - Challenge Records
- Slow Bombastik (2011) - Flyin' High Records
- DANCE! ep (2012) - Flyin' High Records
- Dance -Moto remix" / "Epo Tree" 7" (2012) - Flyin' High Records